# 格里罗宫
格里罗宫（葡萄牙語：Palácio do Grilo），也被称为拉夫公爵宫（葡萄牙語：Palácio dos Duques de Lafões），是葡萄牙的一座历史建筑， 自2011年以来被列为公共利益纪念建筑。该宫殿位于里斯本市中心的贝阿托街区，在格里罗街和拉夫公爵街的街角处。
这座建筑是一座以新古典主义为主的20世纪建筑，体现了巴洛克风格。这座建筑的建造与一些历史事件密切相关，这些事件见证了宫殿的建造过程。

## 历史

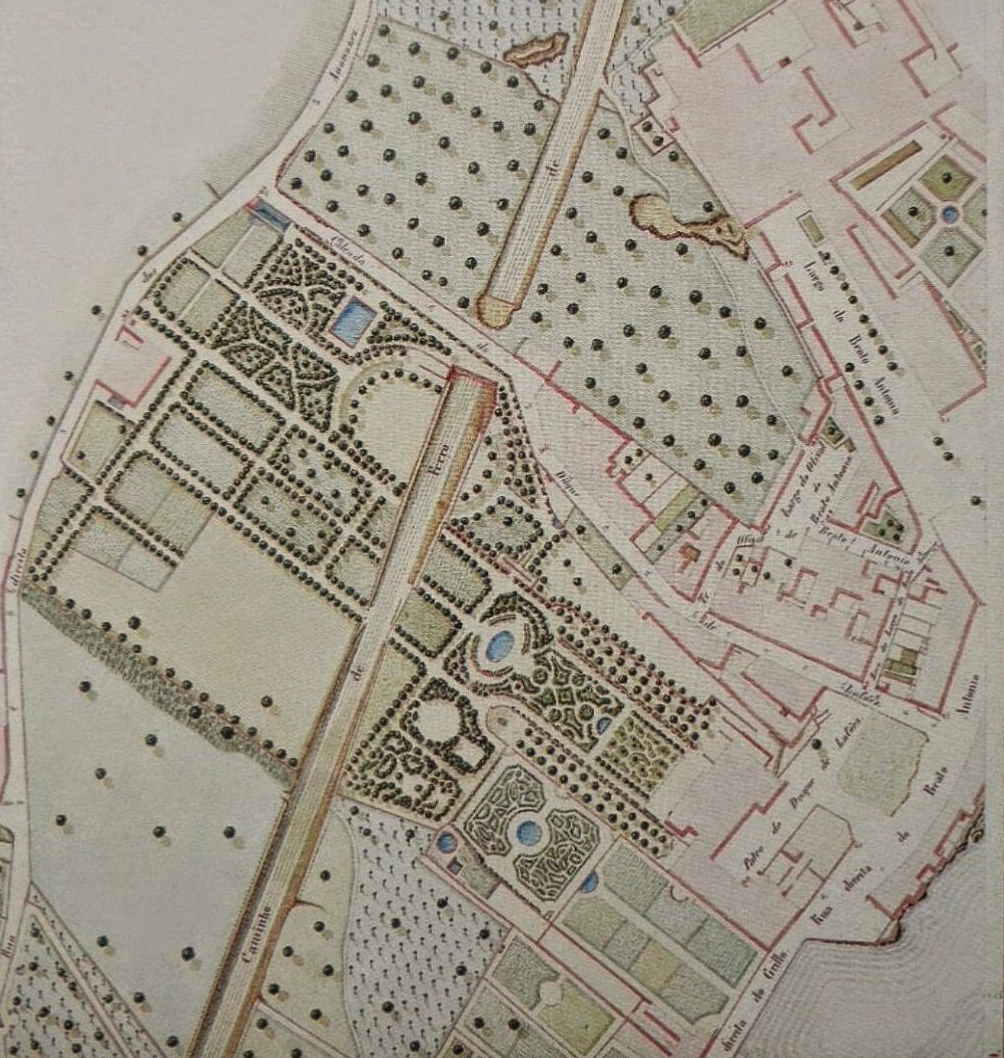
1856-1858，菲利普·佛洛克所作里斯本地形地图集

格里罗宫建造于已存在的宫殿结构之上，旧建筑体归属于D· 安东尼奥· 马什卡雷尼亚什先生（D. António de Mascarenhas）。已有宫殿结构的确切建造日期不详。这些建筑物是一群庞大地产的一部分，沿着陡峭的山坡延伸，现在被称为拉夫公爵街。
在里斯本大地震后，格里罗宫变得声名狼藉，因为佩德罗·恩里克·德布拉甘公爵（Pedro Henrique de Bragança）拒绝为皮埃尔三世与巴西公主玛丽亚一世的婚礼扩建宫殿。这是因为公爵也是巴西公主的两位公主的求婚者之一，这也是皇位之争。这一特殊事件发生在他与叔叔发生争执几年之后。公爵的叔叔是让五世（葡萄牙国王），这场纠纷源自于公爵与露易莎·克拉的爱情关系。
第一位拉夫公爵佩德罗·恩里克·德布拉甘在1755年11月1日的里斯本大地震后领导建造了格里罗宫。但在1761年他英年早逝后，宫殿由他的弟弟拉夫公爵二世乔奥·卡洛斯·德布拉甘·索萨·塔瓦雷斯·马斯卡拉厄斯·达席尔瓦（João Carlos de Bragança e Ligne de Sousa Tavares Mascarenhas da Silva）建造完成。

## 建筑

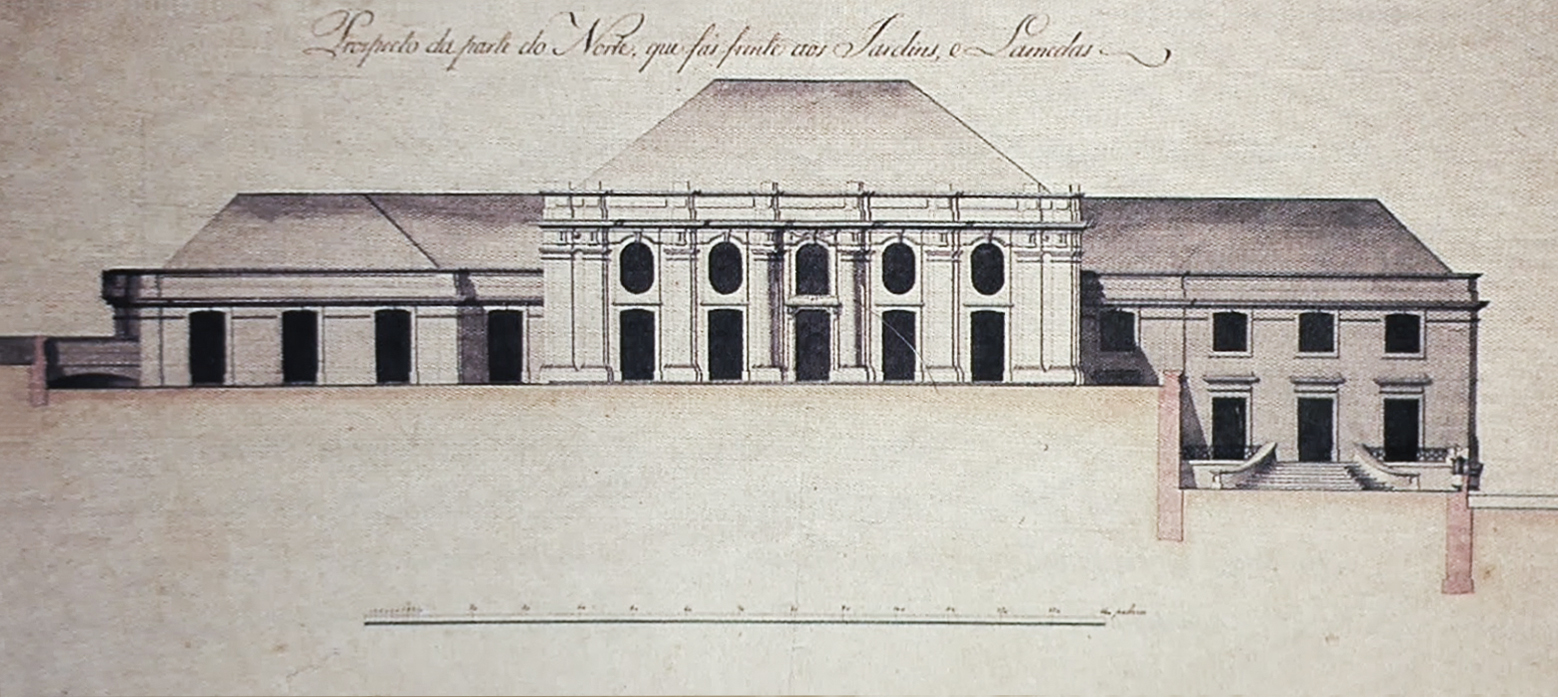
格里罗宫 - 尤金诺·多斯桑托斯的规划

主体建筑属于尤金诺·多斯桑托斯。宫殿内部的装饰风格是“文化多样性与博学”的代名词，其中有由西里尔·沃尔克马尔·马卡多（Cyril Wolkmar Machado）绘制的壁画和在宫殿里不同主题展厅里的18世纪和19世纪的油画，例如学院展厅、维纳斯展厅和中国展厅。
主体建筑结构布置为L形，其主要围护结构朝南北方向，垂直于太加斯河。二层围护结构面向河流及主街道。在L结构的内部有一个庭院，包含其他更小的建筑，位于街道上端。
建筑主体经过扩建形成了一个拥有11个门窗的临街墙面，分为两层：底楼和贵族楼层。同样，高层的庭院在重建项目中以相似尺寸被保存下来，只实施了少数为了保持镜像堆成的微小调整。
从底楼的正门出发会看见一个大厅，大厅的简约楼梯通向一个开放式的舞会大厅，面向该庭院。在一侧，有另一部分建筑主体被修葺起来，与已存在的建筑形成镜像对称。
在中央庭院的北部有一个大侧厅，侧厅后面，在横跨山丘的梯级花园上方有另一个主要建筑。考虑到花园的整体布局，该建筑应该是作为图书馆之用。
与里斯本其他宫殿的传统形成鲜明对比的是，格里罗宫的设计非常复杂，建筑师的风格独特，建造宫殿对他来说是一种风格理论的练习，这同时也是佩德罗·恩里克·德布拉甘公爵（D. Pedro Henrique de Bragança）的智慧结晶。

## 现状
2011年，它获得了公共利益纪念建筑称号（MIP）。

## 主要建筑
由18段被绘有18世纪末画作的方砖装饰的楼梯通向建筑内部，这些画作呈现了戴安娜（Diane）和阿卡戴翁（Actéon）的神话故事；第二层有三道门，门顶有18世纪方砖装饰，配有来自拉夫、卡达瓦尔和玛丽亚尔瓦大宅的雕花板。
- 餐厅：地板由陶瓦构成；踢脚板由17世纪方砖组成；墙壁和天花板光滑无痕（修缮后）；还挂有家族人物画像及伊莎贝尔·法尔纳兹（Isabelle de Farnèse）画像。

- 佩德罗二世厅：20世纪中期重建完成，多利安式带槽壁柱镶嵌在墙壁中；每道门都由双层丝绸装饰；在穹顶壁龛上有一个意大利大理石大堂，挂有佩德罗二世公爵和让五世公爵的画像。

- 前庭：在庭院尽头，天花板呈椭圆形；墙壁的上部装饰由悬挂的花环和彩色刻纹方砖构成；还缀着玛丽亚女爵的半身像。

- 圆窗厅：从中央大门进入，建筑呈方形，包含十道门和各面墙壁上的椭圆大窗。

- 小教堂：呈长方形，缀有石质凯旋门，将小教堂一分为二；底层拥有四道镀金木质门，其中两道门在主教堂，另外两道门在教堂中殿。

- 公爵厅：呈长方形，17世纪木质巴西风格地板，门上有透视绘画装饰；天花板有展示大型节日的观赏绘画作品和装饰花环，连接门上方的前额装饰有普蒂。

- 科学厅：呈长方形，共有八根柱身，地板为17世纪巴西风格木质地板；天花板和墙壁装饰有17世纪大幅绘画。

- 中国厅：呈正方形，木质地板，有五口井。墙壁装饰有新古典主义绘画，描绘大型宴会中与鸟类及其他物品一起出现的女性人物。

- 维纳斯 厅：呈正方形，有六口带有绘画装饰图案的井，墙壁以精美饰品装点，天花板是一个大穹顶，周围有展示维纳斯被海神托举从水中出现的檐壁绘画。

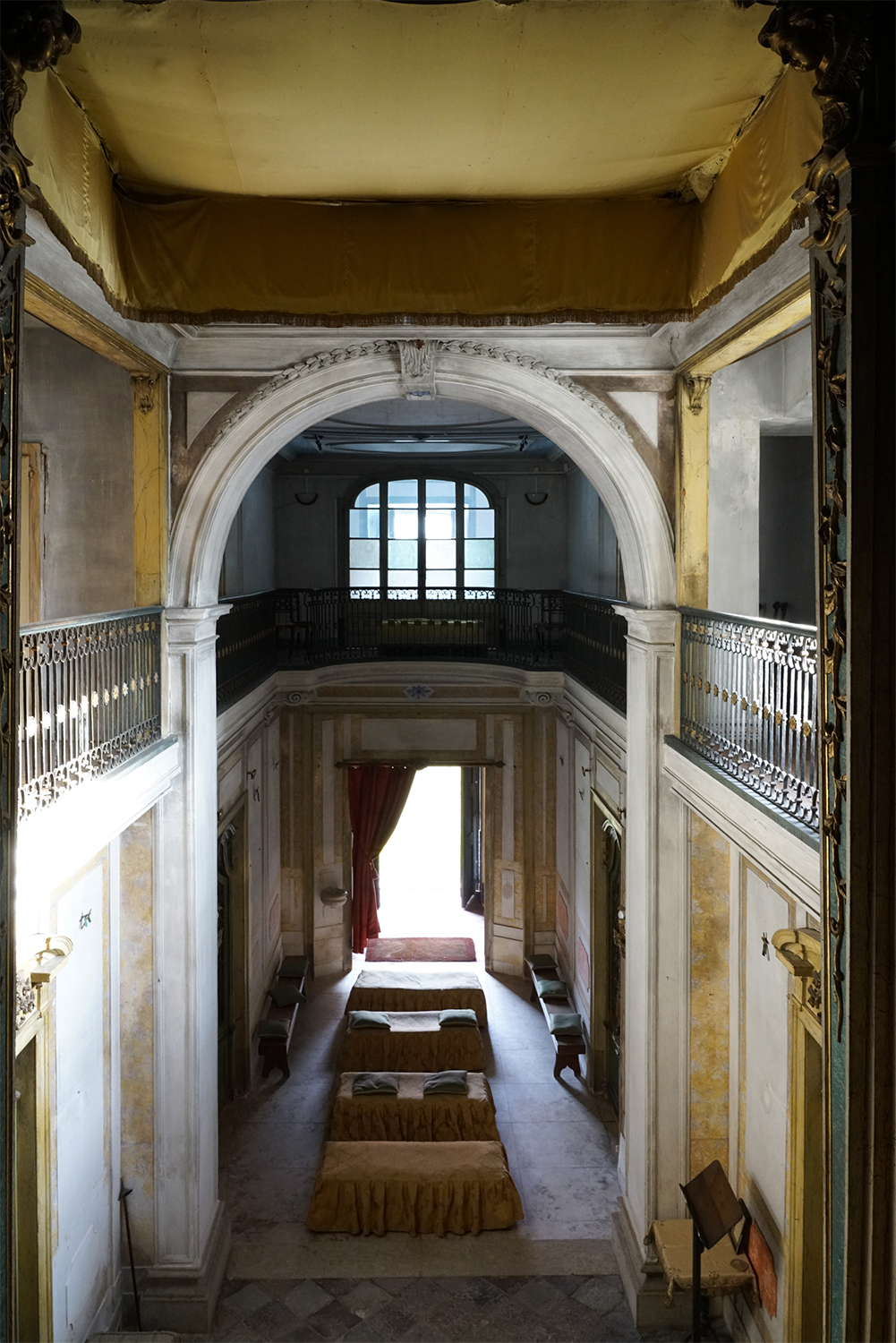
小教堂
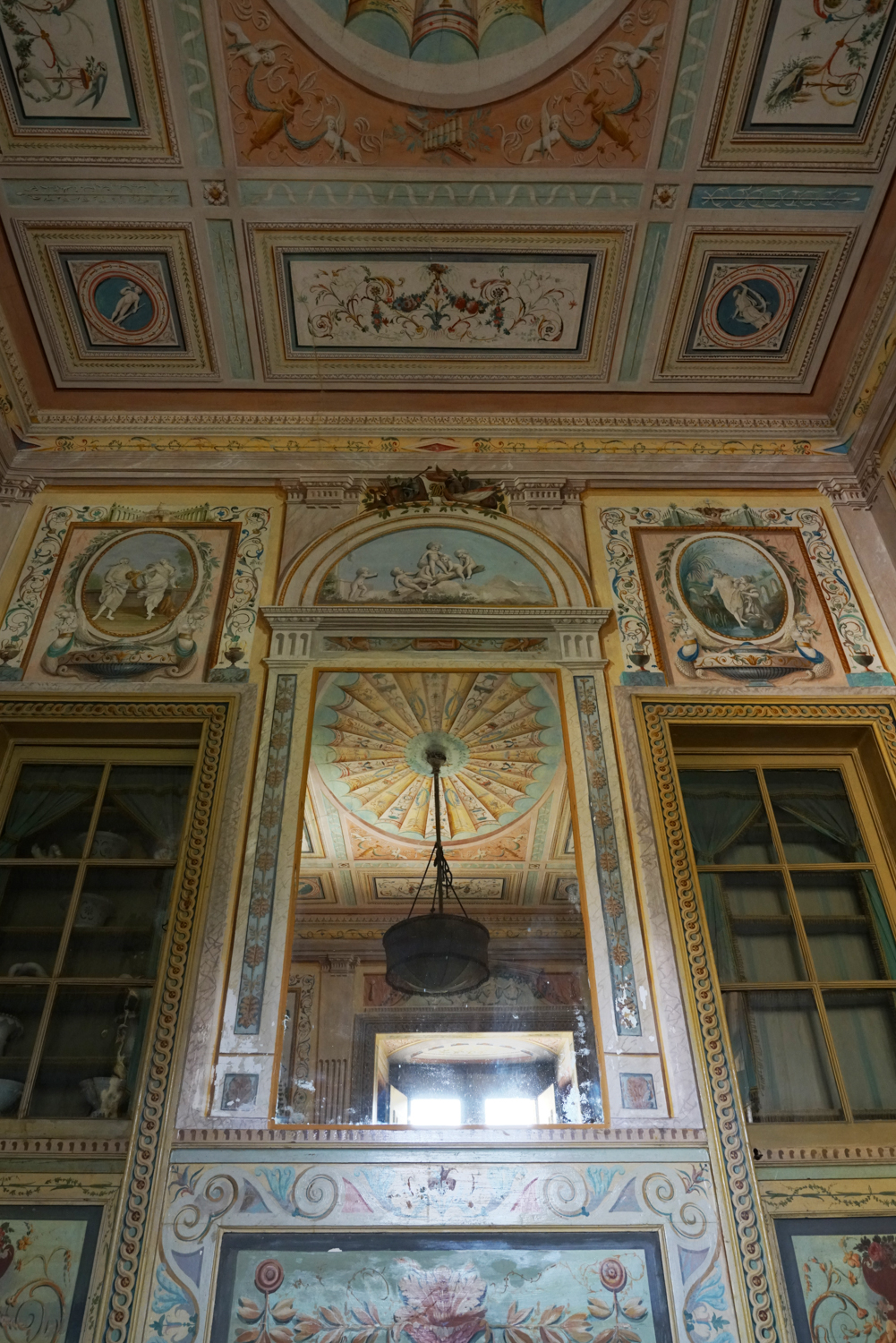
中国厅
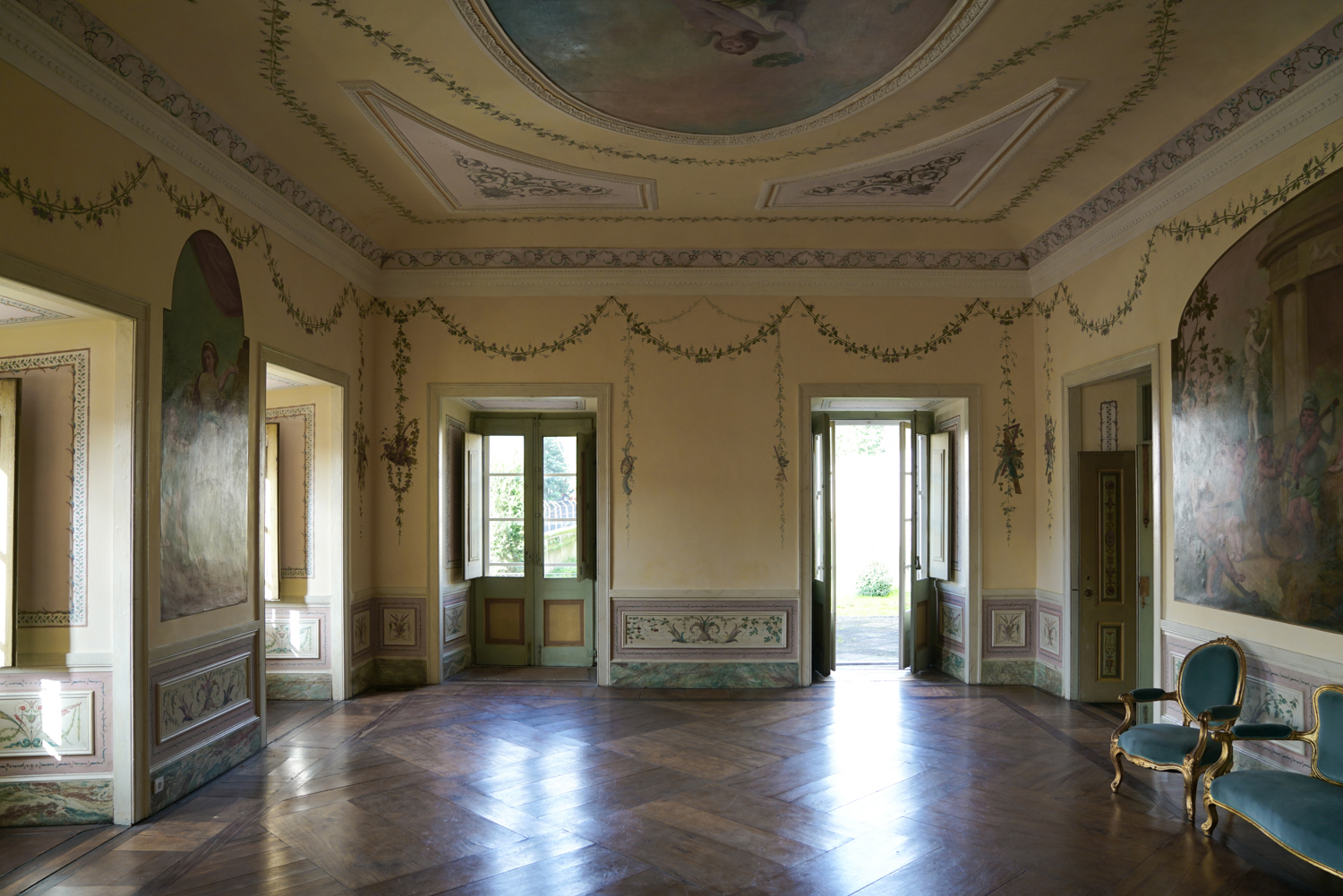
学院厅
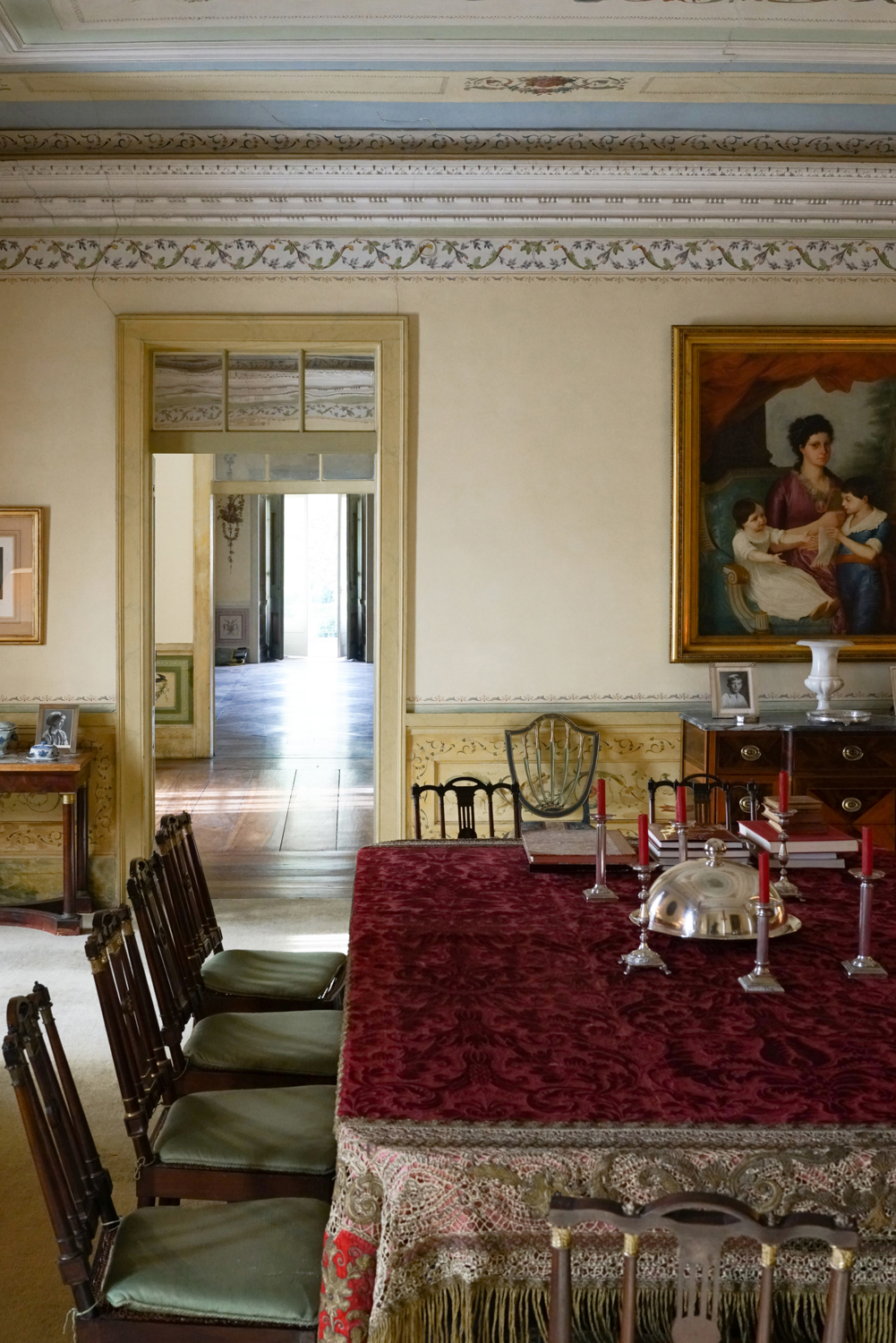
维纳斯厅
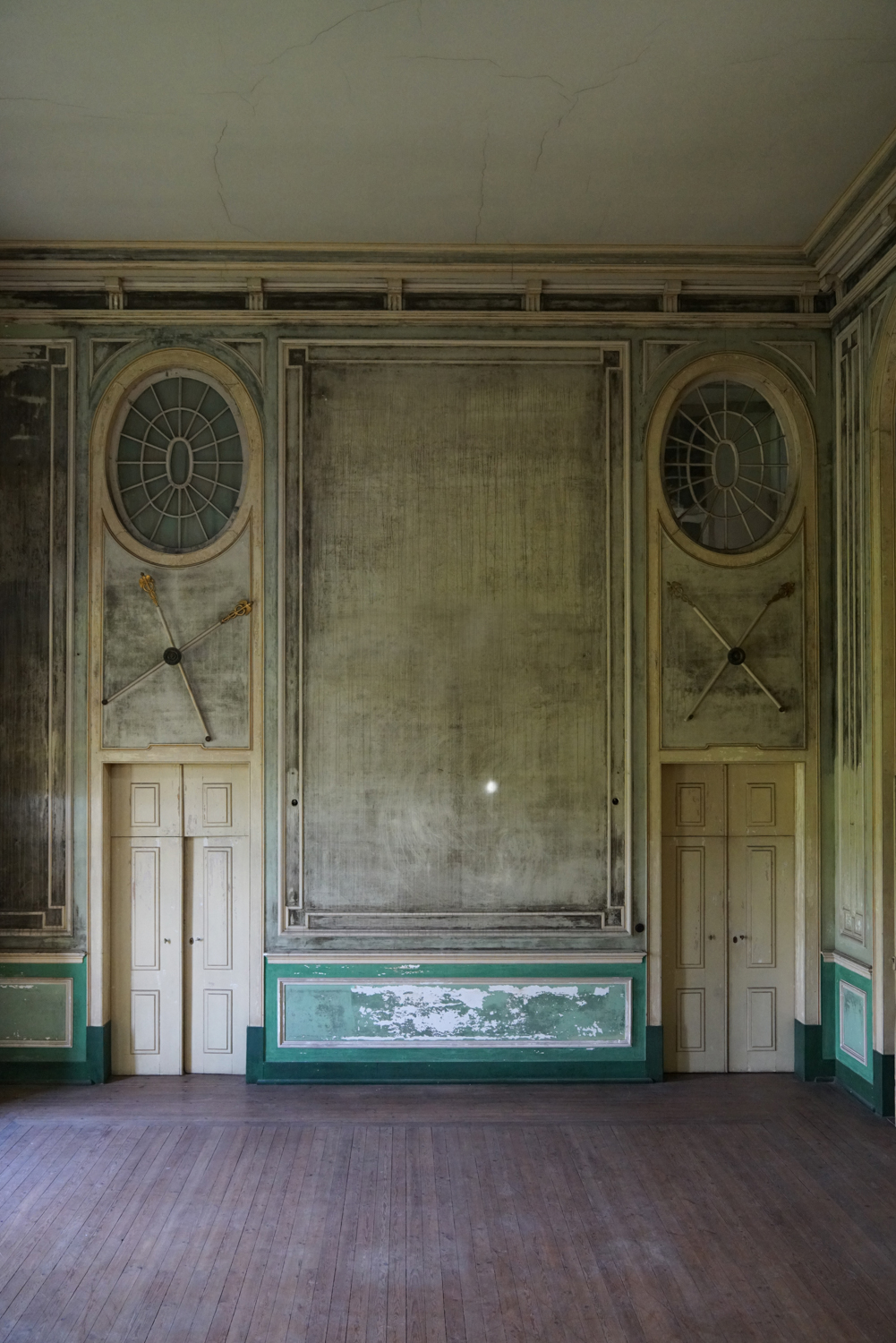
圆窗厅
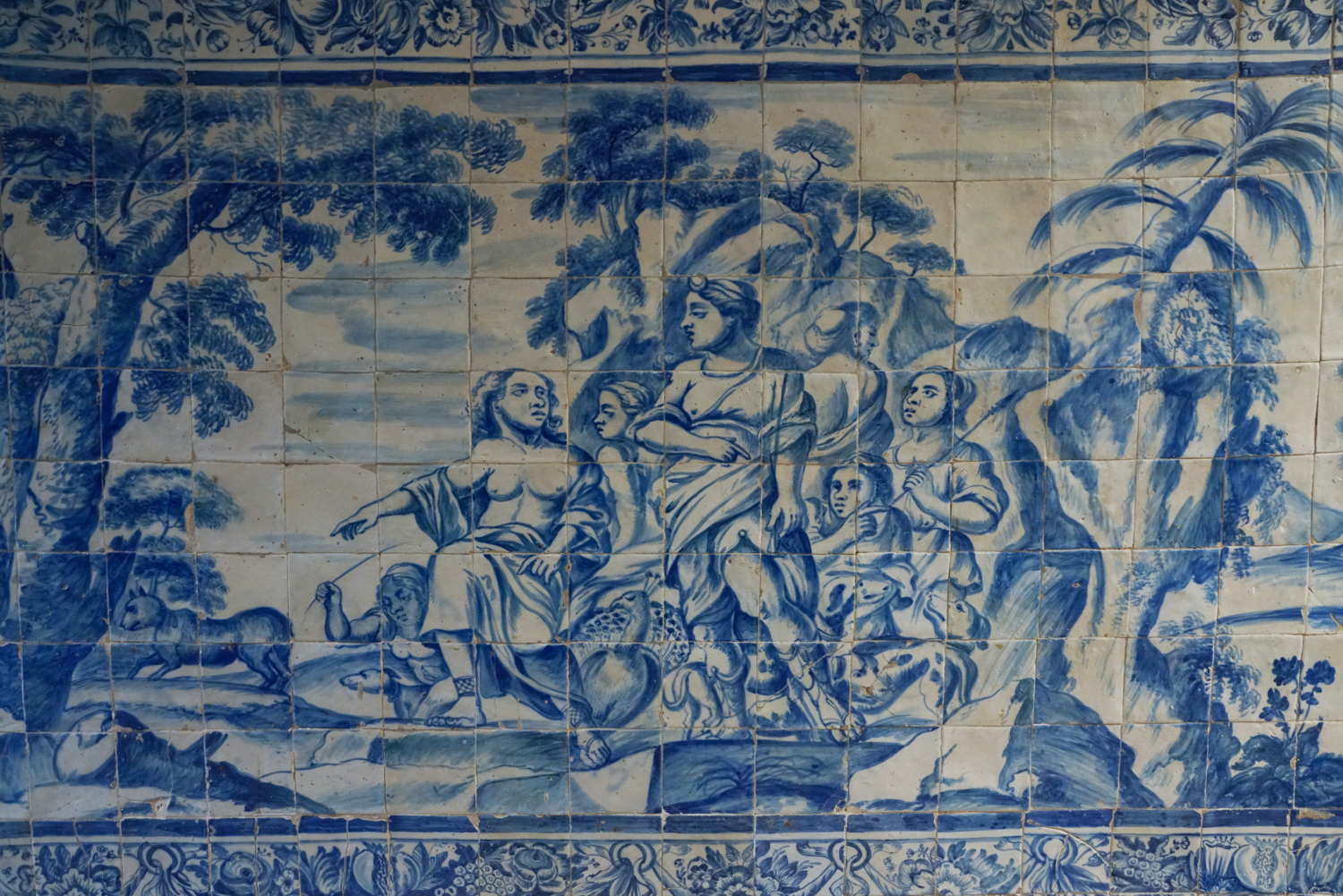
阿祖列霍斯壁画